# Доњи Крстац
Велики Крстац или Доњи Крстац (алб. Kërsteç) је горанско село у Општини Гора, на Косову и Метохији. По законима привремених институција Косова ово насеље је у саставу општине Драгаш. Атар насеља се налази на територији катастарске општине Крстац површине 1305 ha. Доњи Крстац је горанско село (муслиманско село српског говорног језика). Први пут помиње 1348. године у Арханђеловској повељи. На брду Пантелевац стоје темељи цркве Св. Пантелејмона. Народно предање каже да су се звона са ове цркве могла чути чак у Албанији. У близини села сачувани су остаци још двеју цркава и старог хришћанског гробља.

## Демографија
Насеље има горанску етничку већину.
Број становника на пописима:
- попис становништва 1948. године: 223
- попис становништва 1953. године: 211
- попис становништва 1961. године: 228
- попис становништва 1971. године: 270
- попис становништва 1981. године: 383
- попис становништва 1991. године: 400